# 선유도중학교
선유도중학교(仙遊島中學校)는 대한민국 전북특별자치도 군산시 옥도면 선유도리에 있는 공립 중학교이다.

## 학교 연혁
- 1972년 12월 16일 : 선유도중학교 설립인가(3학급)
- 1973년 3월 1일 : 초대 임용숙 교장 부임
- 1999년 3월 1일 : 초·중 통합학교 지정
- 2016년 9월 1일 : (중등) 1학년 자유학기제 운영
- 2023년 2월 10일 : 중등 제46회 졸업식(1명, 총 843명)
- 2023년 3월 1일 : 중등 제29대 전승복 교장 부임
- 2023년 3월 1일 : 중등 3학급 편성

## 참고 자료
- 선유도중학교 - 한국교육학술정보원 학교알리미